# Iossif Wassiljewitsch Wassiljew

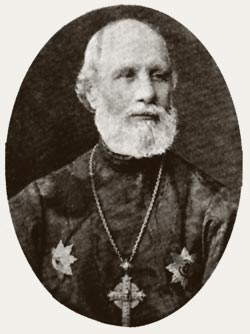
Erzpriester Joseph Wassiljewitsch Wassiljew (Gründer der Alexander-Newski-Kathedrale in Paris)

Iossif Wassiljewitsch Wassiljew (russisch Иосиф Васильевич Васильев, wiss. Transliteration Iosif Vasil'evič Vasil'ev; * 1821; † 1881) war ein russischer Erzpriester, eine Persönlichkeit des öffentlichen Lebens und Publizist.
Er wurde nach Paris berufen, wo er 21 Jahre verbrachte und viel dazu beigetragen hat, den Einfluss der Russisch-orthodoxen Kirche unter den Franzosen zu stärken und deren Mission unter den Katholiken auszuweiten.

## Leben
Wassiljew wurde 1821 in einem Dorf im Gouvernement Orjol (heute Raion Dolgorukowo der Oblast Lipezk) in der Familie eines Priesters geboren. Er schloss sein Studium am Geistlichen Seminar in Orjol (1841) und anschließend an der St. Petersburger Geistlichen Akademie (1845) mit einem Magister in Theologie ab. Seine in lateinischer Sprache verfasste Dissertation zur Erlangung des Magistertitels Über den Primat des Papstes offenbarte dem Schriftsteller Walentin Pikul zufolge ein großes Wissen über die Geschichte der Kirche, und man begann, ihm eine Professur zu übertragen. Doch der Student lehnte die Abteilung mit der Begründung ab, er wolle als Priester dienen.

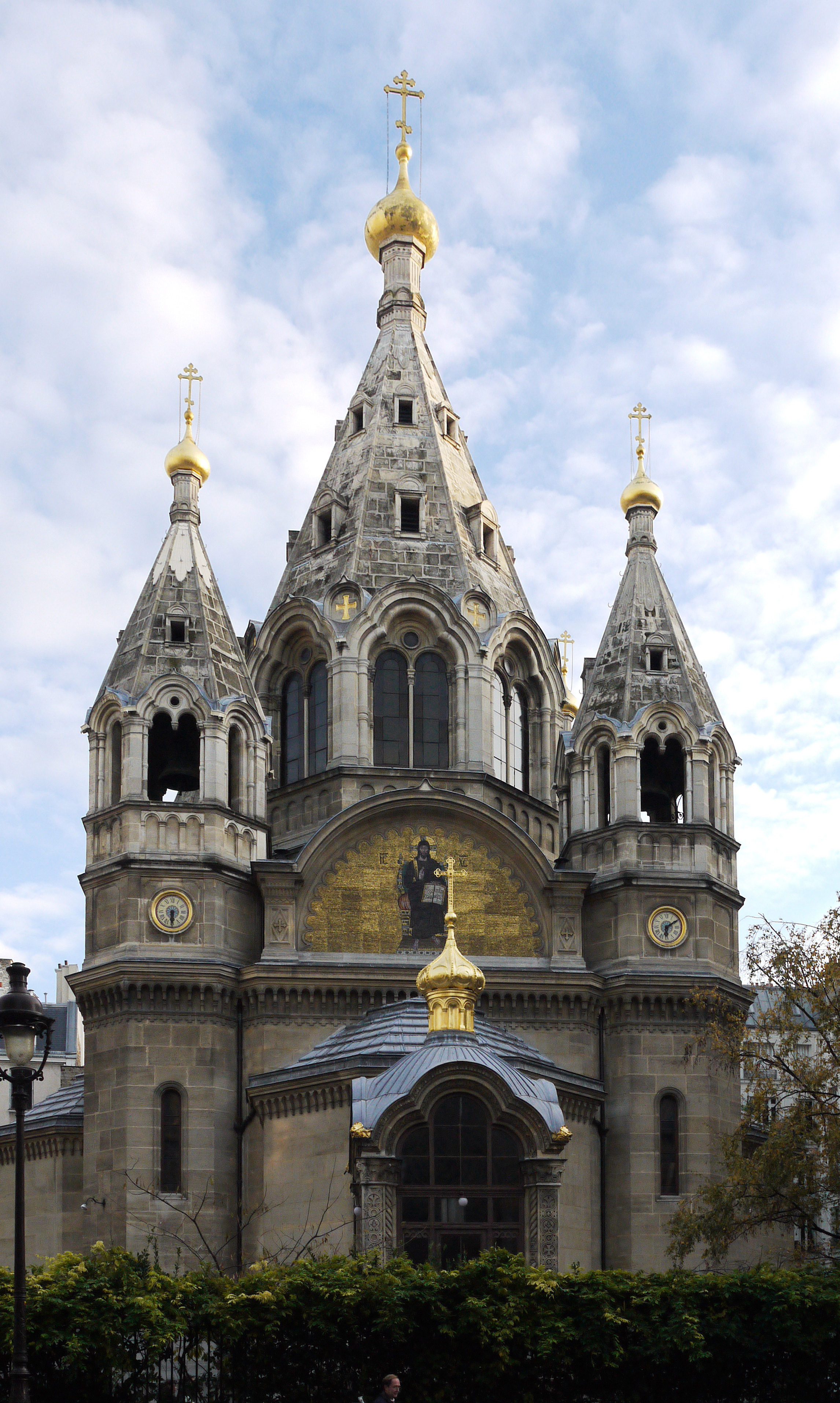
Cathédrale Saint-Alexandre-Nevsky in Paris (Rue Daru, 8. Arrondissement)

Von 1846 bis 1867 war er Priester und dann Rektor der Botschaftskirche Peter und Paul in Paris. Er gründete in der Kirche eine Schule für russische Kinder und organisierte Sozialhilfe für Bedürftige, darunter Kriegsgefangene, die während des Krimkrieges (1853–1856) in Frankreich interniert waren. Mit dem gesammelten Geld (200.000 Rubel) baute er eine neue orthodoxe Kirche – die Alexander-Newski-Kathedrale in Paris (1861). Wassiljew übersetzte orthodoxe theologische Werke ins Französische. In den Jahren 1858–1867 war er einer der Herausgeber der Zeitung Christianskoje edinenije (Христианское единение; „Christliche Einheit“). Er korrespondierte mit Theologen in England, Frankreich und Deutschland und machte Europa mit der russischen Kirche bekannt. Er war von Einfluss oder konvertierte mehrere westeuropäische Persönlichkeiten zur Orthodoxie, darunter Abt Wladimir Guettée (Priester Wladimir), Overbeck und Bjerring. Seine Tätigkeit markierte den Beginn einer Annäherung der Altkatholiken und Vertreter der anglikanischen Kirche an die Orthodoxie.
1867 kehrte Wassiljew nach Russland zurück und wurde zum Vorsitzenden des neu gegründeten Bildungsausschusses des Synods ernannt. Er hielt es für notwendig, das System der theologischen Ausbildung zu verändern, und beteiligte sich an der Entwicklung von Statuten für theologische Akademien und diözesane Frauenschulen. 1881 wurde er zum Vorsitzenden der St. Petersburger Gesellschaft für Religions- und Moralerziehung im Geiste der Orthodoxen Kirche gewählt.
Wassiljew war Autor zahlreicher Artikel zu aktuellen Themen des Kirchenlebens, von denen ein erheblicher Teil mit Pseudonymen signiert war, wie Ab-Jussuf, Koroljow (russisch Аб-Юсуф, Королёв) und anderen oder keine Signatur trug.
Er starb 1881 und wurde in St. Petersburg auf dem Nikolaus-Friedhof in der Alexander-Newski-Lawra beigesetzt.
In seinen Miniaturen (Minijatjury / Миниатюры) erzählt der Schriftsteller Walentin Pikul unter dem Titel «Как трава в поле»  („Wie das Gras auf dem Felde“, vgl. Jesaja 37,27) die Lebensgeschichte des russischen Priesters.

## Auszeichnungen
- Annenorden (1. Grades)
- Orden des Heiligen Wladimir (2. Grades)